# Jakarta Open 1974
Il Jakarta Open 1974 è stato un torneo di tennis giocato sul cemento. È stata la 1ª edizione del Jakarta Open, che fa parte del Commercial Union Assurance Grand Prix 1974. Il torneo si è giocato a Giacarta in Indonesia dal 28 ottobre al 3 novembre 1974.

## Campioni

### Singolare maschile
Onny Parun ha battuto in finale  Kim Warwick con il punteggio di 6–3 3–6 6–4

### Doppio maschile
Ismail El Shafei /  Roscoe Tanner hanno battuto in finale  Jürgen Fassbender /  Hans-Jürgen Pohmann con il punteggio di 7–5, 6–3